# Hastings United FC
Hastings United FC (celým názvem: Hastings United Football Club) je anglický fotbalový klub, který sídlí ve městě Hastings v nemetropolitním hrabství East Sussex. Založen byl v roce 1894 pod názvem Rock-a-Nore FC. Od sezóny 2018/19 hraje v Isthmian League South East Division (8. nejvyšší soutěž). Klubové barvy jsou kaštanově hnědá a bílá.
Své domácí zápasy odehrává na stadionu The Pilot Field s kapacitou 4 050 diváků.

## Historické názvy
Zdroj: 
- 1894 – Rock-a-Nore FC (Rock-a-Nore Football Club)
- 1905 – St Leonards United FC (St Leonards United Football Club)
- 1906 – Hastings & St Leonards FC (Hastings & St Leonards Football Club)
- 1976 – Hastings Town FC (Hastings Town Football Club)
- 2002 – Hastings United FC (Hastings United Football Club)

## Získané trofeje
- Sussex Senior Cup ( 4× )
  - 1935/36, 1937/38, 1995/96, 1997/98

## Úspěchy v domácích pohárech
Zdroj: 
- FA Cup
  - 3. kolo: 2012/13
- FA Amateur Cup
  - 3. kolo: 1938/39
- FA Trophy
  - 3. kolo: 1998/99
- FA Vase
  - 5. kolo: 1990/91

## Umístění v jednotlivých sezonách
Stručný přehled
Zdroj: 
- 1905–1909: Southern Football League (Division Two)
- 1909–1910: Southern Football League (Division Two "B")
- 1913–1914: Athenian League
- 1921–1924: Sussex County League
- 1946–1949: Corinthian League
- 1952–1980: Sussex County League (Division Two)
- 1980–1985: Sussex County League (Division One)
- 1985–1992: Southern Football League (Southern Division)
- 1992–1999: Southern Football League (Premier Division)
- 1999–2002: Southern Football League (Eastern Division)
- 2002–2003: Southern Football League (Premier Division)
- 2003–2004: Southern Football League (Eastern Division)
- 2004–2006: Isthmian League (Division One)
- 2006–2007: Isthmian League (Division One South)
- 2007–2013: Isthmian League (Premier Division)
- 2013–2018: Isthmian League (Division One South)
- 2018– : Isthmian League (South East Division)

Jednotlivé ročníky
Zdroj: 
Legenda: Z - zápasy, V - výhry, R - remízy, P - porážky, VG - vstřelené góly, OG - obdržené góly, +/- - rozdíl skóre, B - body, červené podbarvení - sestup, zelené podbarvení - postup, fialové podbarvení - reorganizace, změna skupiny či soutěže
| Sezóny  | Liga                                 | Úroveň | Z  | V  | R  | P  | VG  | OG | +/- | B  | Pozice |
| ------- | ------------------------------------ | ------ | -- | -- | -- | -- | --- | -- | --- | -- | ------ |
| 2009/10 | Isthmian League (Premier Division)   | 7      | 42 | 18 | 9  | 15 | 68  | 56 | +12 | 63 | 7.     |
| 2010/11 | Isthmian League (Premier Division)   | 7      | 42 | 9  | 11 | 22 | 50  | 65 | -15 | 38 | 18.    |
| 2011/12 | Isthmian League (Premier Division)   | 7      | 42 | 13 | 8  | 21 | 43  | 61 | -18 | 47 | 18.    |
| 2012/13 | Isthmian League (Premier Division)   | 7      | 42 | 8  | 15 | 19 | 39  | 62 | -23 | 39 | 21.    |
| 2013/14 | Isthmian League (Division One South) | 8      | 46 | 24 | 7  | 15 | 73  | 62 | +11 | 79 | 5.     |
| 2014/15 | Isthmian League (Division One South) | 8      | 46 | 12 | 12 | 22 | 57  | 70 | -13 | 48 | 19.    |
| 2015/16 | Isthmian League (Division One South) | 8      | 46 | 25 | 6  | 15 | 99  | 64 | +35 | 81 | 7.     |
| 2016/17 | Isthmian League (Division One South) | 8      | 46 | 23 | 13 | 10 | 128 | 64 | +64 | 82 | 5.     |
| 2017/18 | Isthmian League (Division One South) | 8      | 46 | 20 | 13 | 13 | 84  | 67 | +17 | 73 | 9.     |
| 2018/19 | Isthmian League (Division One South) | 8      | 38 |    |    |    |     |    |     |    |        |